# Peinture romaine
Ne doit pas être confondu avec Peinture romane.
Pour un article plus général, voir art de la Rome antique.

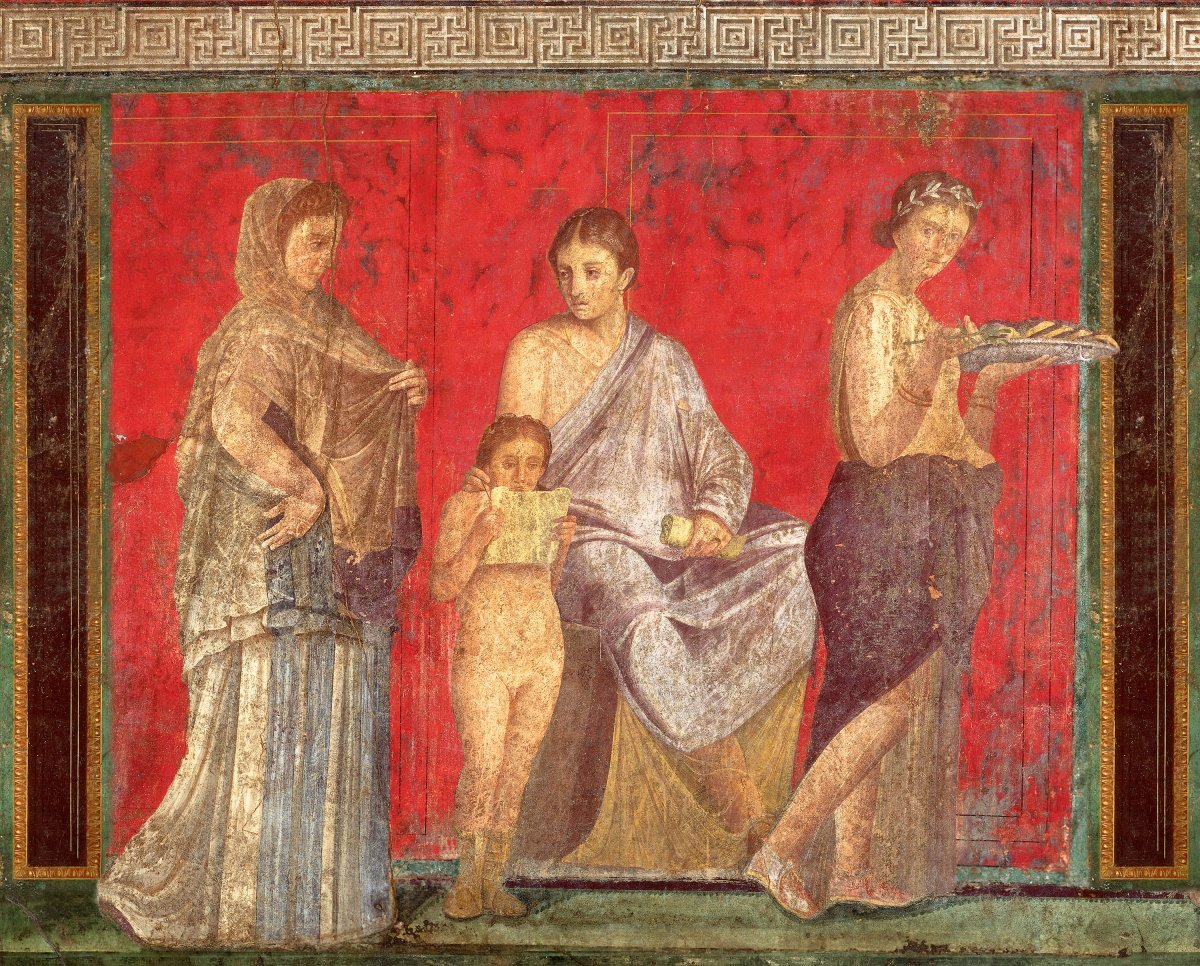
Fresque de la villa des Mystères

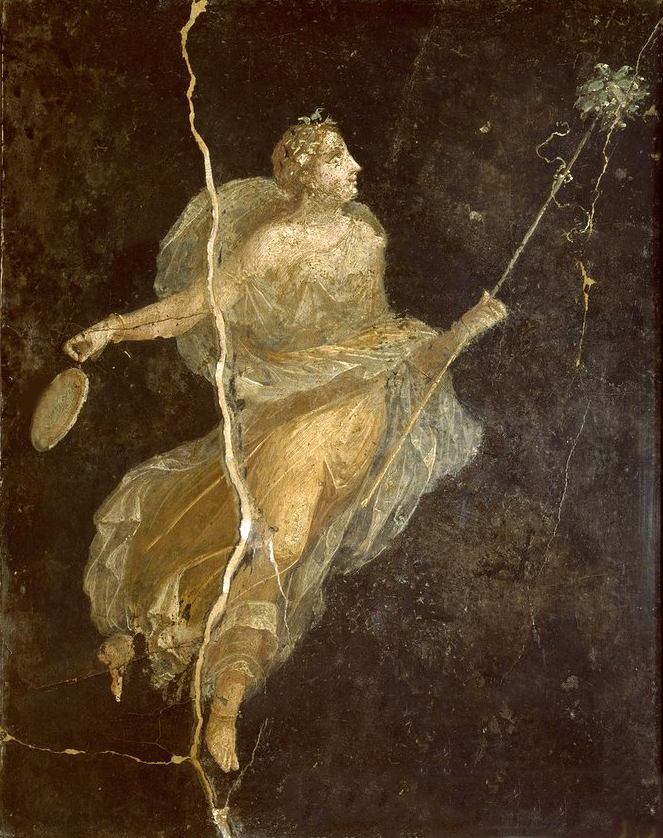
Ménade d'Herculanum

La peinture romaine est l'art pictural de la civilisation romaine de l'Antiquité. Parmi les mouvements picturaux de l'Antiquité, il s'agit de celui qui a le mieux résisté à l'usure du temps, essentiellement grâce aux cités vésuviennes. Comme les autres arts romains, la peinture naît et se développe à Rome par l'imitation des modèles grecs.
Par la suite, la peinture connait des évolutions sensibles, liées aux changements de goût ou de visions artistiques de la part des élites romaines.

## Sources et conservation
La peinture romaine est l'une des écoles picturales qui a le mieux échappé à la perte généralisée de la peinture antique.
La connaissance de la peinture romaine est essentiellement due aux conditions uniques de préservation des cités vésuviennes de Pompéi, Herculanum, Stabies et Oplontis, où ont été retrouvées de nombreuses peintures, principalement des fresques murales. Les peintures pompéiennes sont datées entre le IIe siècle av. J.-C. et la date de l'éruption en 79.
Un autre grand réservoir de peinture romaine est constitué par les portraits sur bois des momies du Fayoum en Égypte, datés entre la fin du Ier siècle av. J.-C. et le milieu du IIIe siècle.
Mais Rome elle-même a conservé quelques spécimens remarquables de peintures, souvent semblables aux réalisations pompéiennes mais d'une époque antérieure, confirmant par là l'élaboration des modèles dans la capitale avant leur propagation dans les provinces.

## Naissance et principes généraux
Les Romains ont assimilé en grande partie la peinture de la Grèce antique en imitant les modèles et les techniques et en créant d'innombrables copies dont certaines nous permettent d'approcher la compréhension des originaux. Dans le cas de la peinture murale, ils s'inspirent au début du style grec avec une tripartition verticale comprenant un socle, une section intermédiaire et une superstructure.
Souvent, presque toutes les parois internes et externes d'un édifice sont décorées de peintures murales. Des peintures ou stucs ornent aussi les plafonds et les voûtes. Ces surfaces peintes « nous semblent toujours trop vives et trop crues. Il ne faut pas oublier que l'éclairage naturel était faible, avec de petites ouvertures et des portes donnant sur des cours intérieures, et que l'éclairage artificiel des lampes à huile était parcimonieux. La vibration de la lumière était donc particulière et la rareté du mobilier faisait des décors du sol, des parois et du plafond l'élément majeur du cadre de vie ».

## Époque monarchique

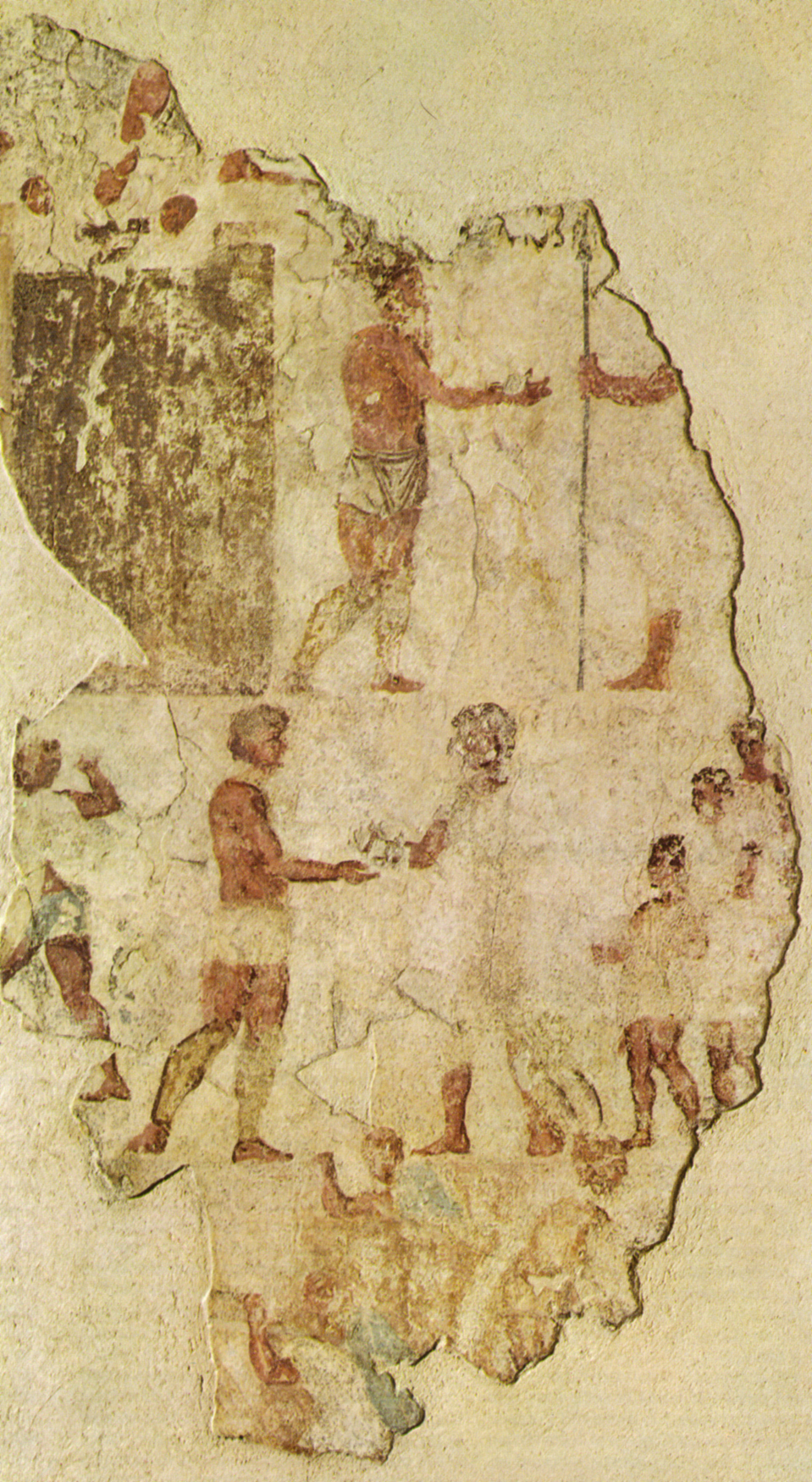
Fresque de la tombe des Fabii - Nécropole de l'Esquilin - L'un des premiers témoignages de peinture à fresque qui nous soit parvenu, 300-280 av. J.-C. Musées du Capitole.

Dès la fin du VIIe siècle av. J.-C., la peinture eut une grande importance dans la production artistique médio-italique comme en témoignent les peintures des tombes étrusques, celles des Pouilles ou de Campanie, aussi bien que les sources littéraires. La citation par Pline l'Ancien, des peintres italiotes et sicéliotes Damophilus et Gorgasus, à propos de la décoration picturale du Temple de Cérès, Liber et Libera fondé par Spurius Cassius Vecellinus en 493 av. J.-C. révèle la présence d'artistes de diverses provenances mais ne démontre pas l'existence à Rome d'une école de peinture aux caractéristiques particulières.

## Époque républicaine
Durant la République, la base de la peinture murale romaine est le trompe l'œil.

### Les principes du trompe-l'œil

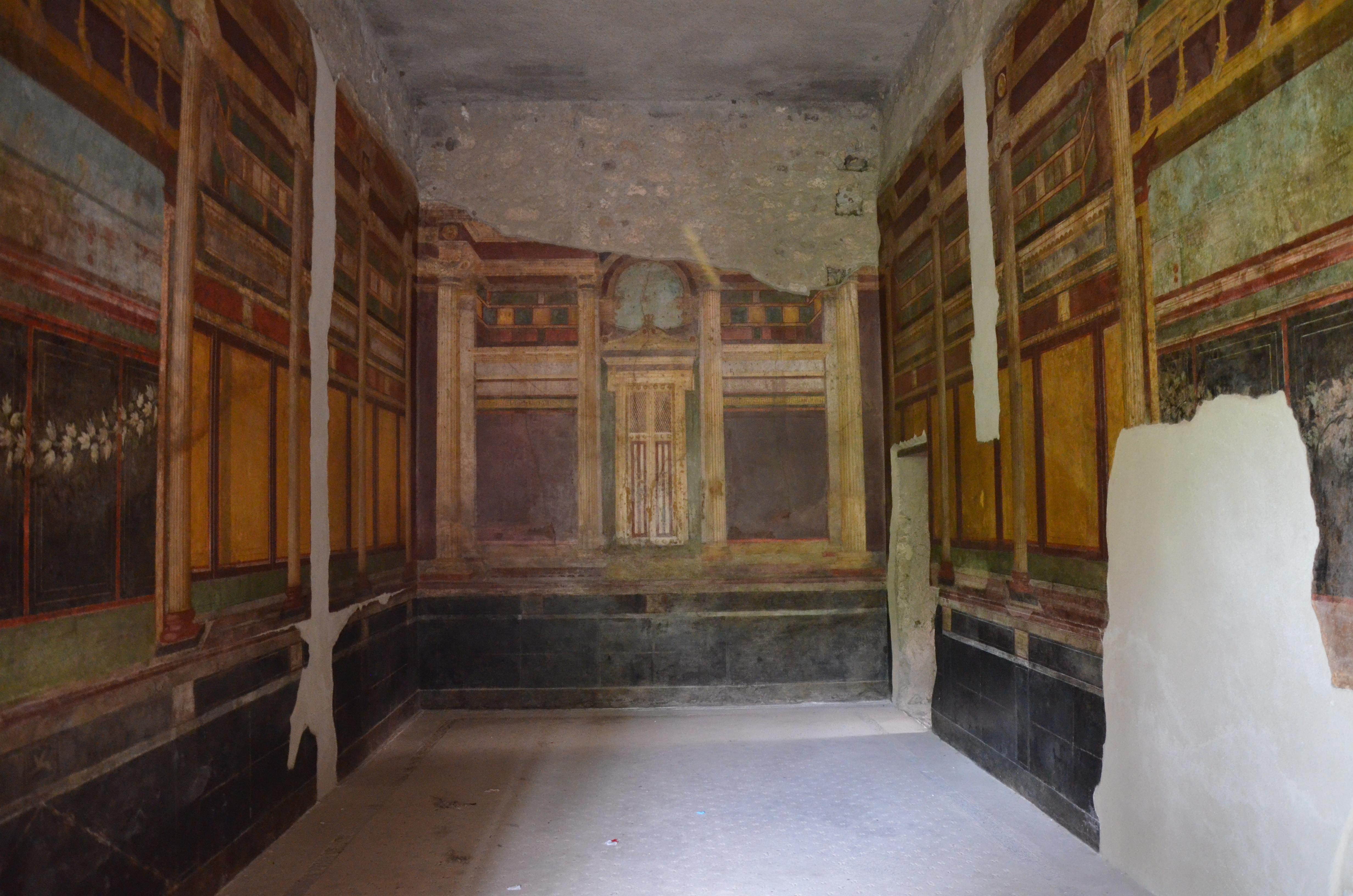
Une salle de la villa des Mystères, à Pompéi.

À cette époque, la peinture romaine murale est très présente dans les demeures des élites. Il était courant de voir le moindre pan de mur d'une maison noble recouvert de peintures, d'où une extraordinaire richesse quantitative de décorations picturales. Ces œuvres n'étaient cependant pas uniquement le fruit de l'inventivité romaine mais un ultime produit, à bien des égards, de la culture grecque. Avec les sculptures, étaient arrivées en Italie quantité de peintures grecques et de nombreux peintres étaient partis de Grèce, de Syrie, d'Alexandrie pour s'installer à Rome.
Le développement de la peinture murale en trompe-l'œil provient de plusieurs éléments. Cet art permet en premier lieu d'agrandir les maisons, d'imiter à moindres frais les décorations sculptées. Mais dans la plupart des réalisations, un souci de réalisme vivant transparait, dans les guirlandes, les végétaux ou les masques. De même, les décors si fréquents de colonnes semi-rentrées dans le mur permet de donner l'illusion d'une pièce plus profonde ; un exemple particulièrement réussi étant fourni par la Villa des Mystères.
Deux innovations sont apportées à cette époque par les peintres pour aller au-delà des « simples »  trompe-l'œil. En premier lieu les échappées factices, qui donnent l'illusion d'une fenêtre en hauteur donnant sur un paysage, typiquement avec un temple en rotonde au centre. La seconde innovation est l'ouverture simulée du mur via une perspective d'un paysage. Ces perspectives sont toutefois moins des illusions que des tableaux encadrés. Même si les premières œuvres de ce genre sont sans personnages, la peinture représentant les hommes et femmes existe bel et bien à cette époque. Les peintres en réalisent soit sous la forme de portraits peints sur le mur mais encadrés comme s'ils étaient accrochés, soit sous forme de vision théâtrale, comme si le soubassement peint était une scène de théâtre.

### Les quatre styles
On situe sous Sylla et Jules César la formation d'une tradition picturale romaine à laquelle fut attribuée l'appellation de « pompéienne » parce qu'étudiée grâce aux importantes découvertes issues des fouilles archéologiques de Pompéi et des autres cités vésuviennes ensevelies sous l'éruption de 79, bien que le centre de production artistique fût certainement à Rome.
À partir des fouilles des cités pompéiennes, l'archéologue allemand August Mau propose en 1882 la définition de quatre « styles » de peinture romaine, bien qu'il serait plus correct de parler de normes décoratives. Le premier style fit l'objet d'une diffusion documentée pour toute la zone hellénistique (incrustations architectoniques peintes) documentée pour la période des IIIe et IIe siècles av. J.-C. Ce style est marqué par une vive polychromie (rouge, vert, jaune) avec des imitations de marbre. Le vestibule de la célèbre maison du Faune constitue un bon exemple de ce premier style pompéien, et atteste de la volonté de ses propriétaires de conserver un décor ancien malgré l'arrivée de nouvelles modes picturales. Le deuxième style (architecture feinte) est quant à lui datable entre 120 av. J.-C. pour les propositions les plus anciennes et 50 pour les exemples les plus tardifs, n'a en revanche pas laissé de traces en dehors de Rome et des cités vésuviennes. Il a a priori une origine romaine et témoigne d'une meilleure maîtrise des clairs-obscurs pour réaliser de véritables trompe-l’œil. Le troisième style, ornemental, est une réaction à l'illusionnisme du précédent. Il apparaît vers 20 av. J.-C. et disparaît sous le règne de Claude. Le quatrième style, documenté à Pompéi à partir de 60 est très riche mais ne propose rien qui ne fût déjà expérimenté dans le passé. Par la suite, l'inspiration se dessèche graduellement et la peinture présente des éléments toujours plus répétés avec une technique moins précise.
La peinture « triomphale », c'est-à-dire les tableaux portés dans les cortèges des triomphes, décrivant les événements de la campagne militaire victorieuse ou l'aspect des cités conquises est bien documentée. La peinture triomphale a certainement exercé une influence dans l'importance historique accordée à Rome.

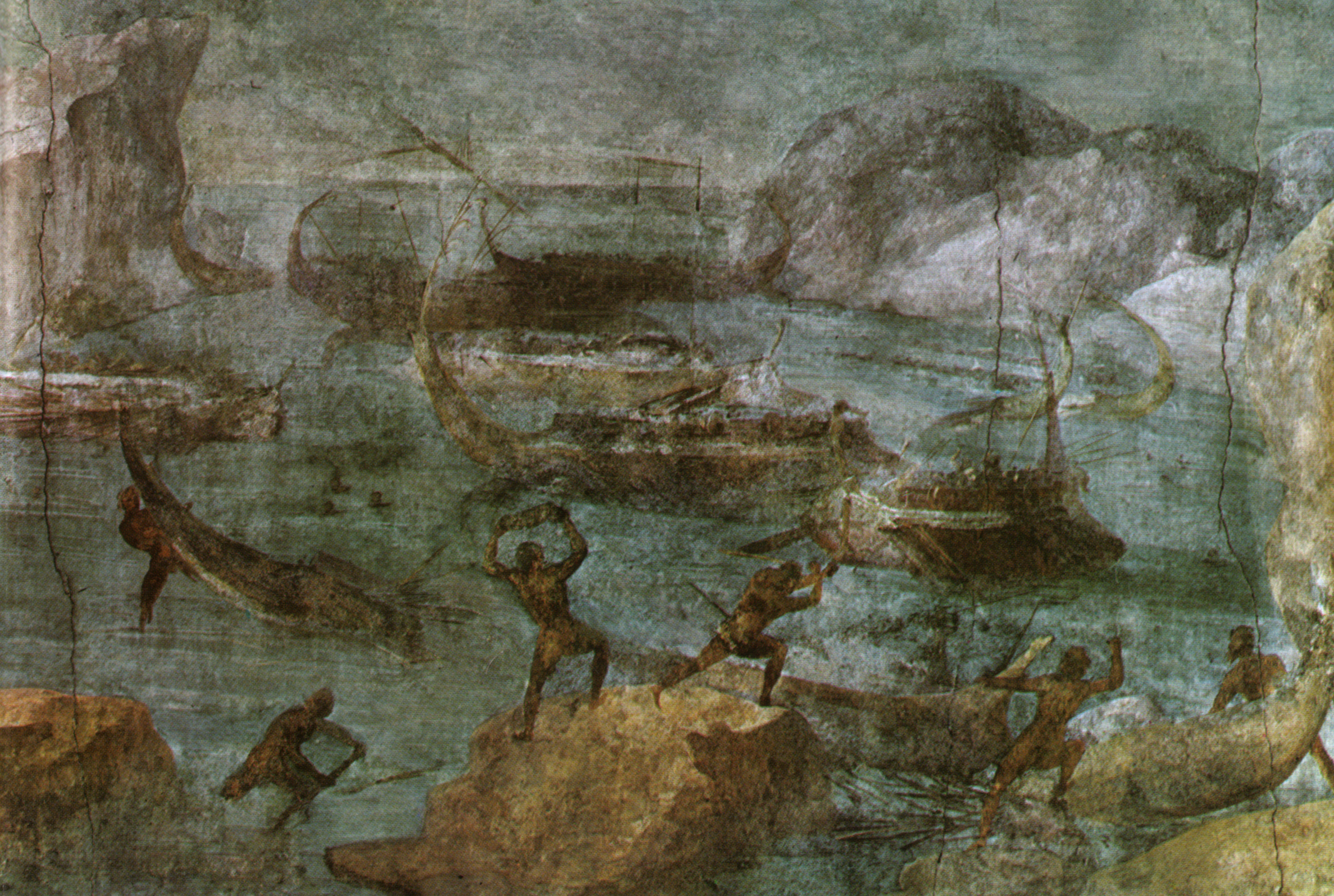
Maison de la via Graziosa, scène de l'Odyssée (Attaque des Lestrygons)

### Quelques exemples
Parmi les exemples les plus intéressants de l'époque se trouvent les fresques représentant des scènes de l'Odyssée de la maison de la via Graziosa, datées entre 50 et 40 av. J.-C., probablement des copies exécutées avec diligence (et quelques erreurs comme dans les noms en grec des personnages) d'un original alexandrin perdu et datant autour de 150 av. J.-C. : on note ici, pour la première fois dans un contexte romain, une disposition parfaite des personnages dans l'espace illusionniste de la représentation qui semble alors « percer » le mur.
À la fin du IVe siècle av. J.-C., le nom d'un peintre (alors que ne s'est conservé le nom d'aucun sculpteur), Caius Fabius Pictor, probablement de famille patricienne comme le suggère son nom (« de la Gens Fabia »), est passé à la postérité pour la décoration du temple dédié à Salus en 304 av. J.-C.. La peinture de cette époque avait une finalité le plus souvent pratique, ornementale et, surtout célébrative. On a supposé que la décoration de Fabius avait un caractère narratif et historique et que la peinture républicaine représentant des scènes des guerres samnites dans la nécropole de l'Esquilin, dont la datation la plus probable se situe vers la fin du IVe siècle av. J.-C. ou le début du IIIe siècle av. J.-C., pouvait ressortir de ce type d'œuvres.

## Première époque impériale

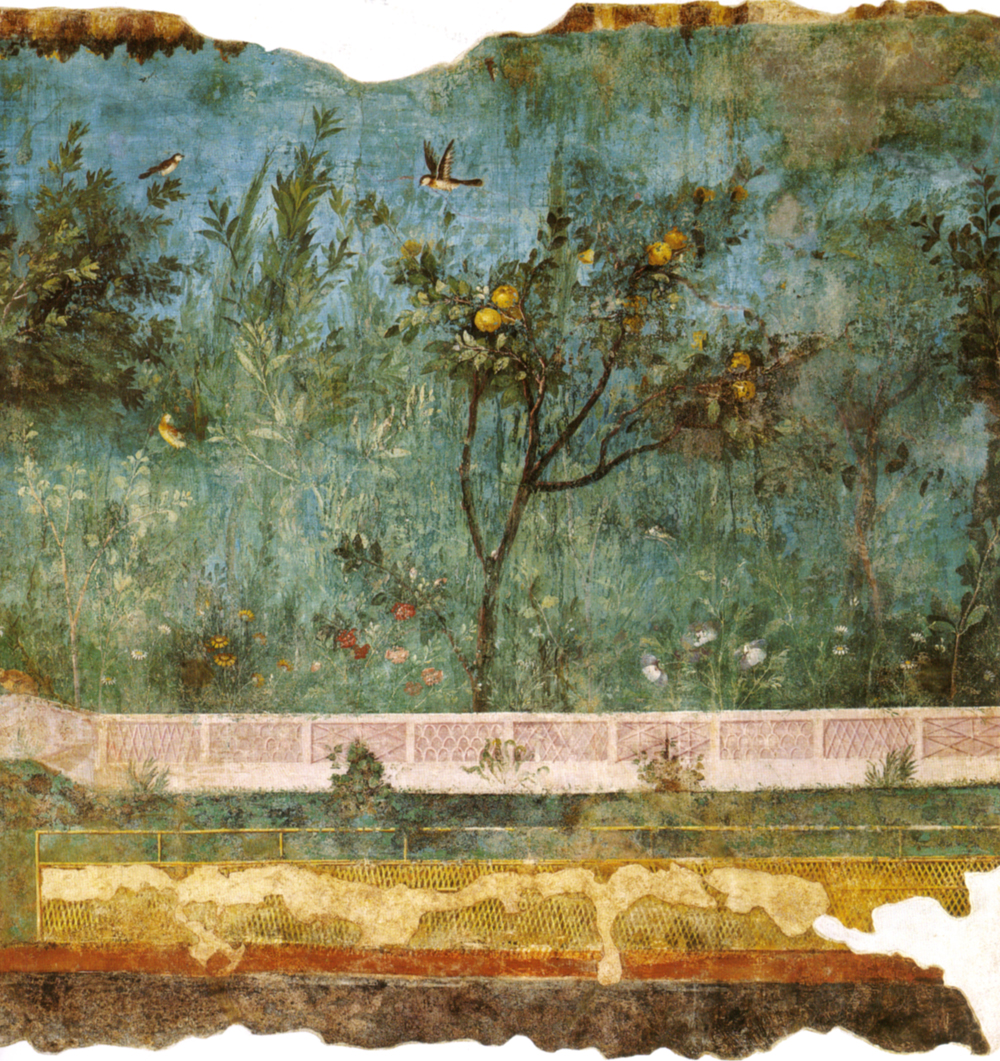
Villa de Livie de Prima Porta.

Entre 30 av. J.-C. et 25 on peut considérer comme pleinement accompli le développement du deuxième style pompéien, avec des exemples importants à Rome comme dans les cités vésuviennes. Inscriptible au troisième style est la décoration de la maison sous la Farnesina, aux scènes pastorales, de batailles navales ou de vues portuaires d'une grande fraîcheur et attribuées au peintre Ludius ou Studius dont parle Pline l'Ancien (entre 30 av. J.-C. et 20 environ) ou la maison du cryptoportique à Pompéi.
À cheval entre la fin du règne d'Auguste et l'époque claudienne se trouvent les fresques de la grande salle de la Villa de Livie de Prima Porta avec la représentation d'un jardin luxuriant. Les artisans de la même corporation ont certainement œuvré à la décoration de l'auditorium de Mécène (aujourd'hui en grande partie perdue sans l'abondant catalogue photographique réalisé lors de la redécouverte). La peinture illusionniste de jardins est issue de modèles orientaux (dont on trouve des spécimens de moindre qualité dans quelques tombes de la nécropole d'Alexandrie). Les fresques de Prima Porta, grâce au fond bleu de ciel d'une grande clarté avec d'infinies variations, sont un exemple rarissime de peinture antique exprimant, outre la dimension de l'espace, le sens de l'atmosphère.
Remonte certainement également à l'époque augustéenne la fameuse salle de la villa des Mystères où l'on trouve des peintures grecques mélangées à des insertions romaines.
La maison de Livie sur le Palatin présente un exemple classique du deuxième style pompéien à Rome, avec une frise « jaune antique », des guirlandes tendues entre les colonnes peintes, l'évocation de paysages habités par leur faune, exemple vivace de peinture de bosquet en clair-obscur dérivée des modèles alexandrins.

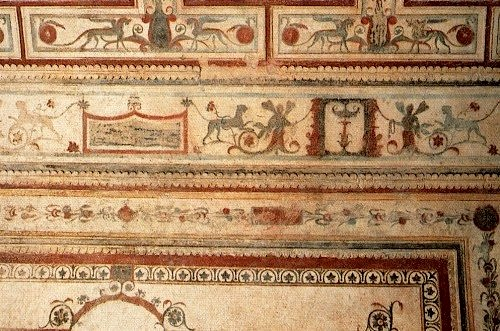
Grotesque du quatrième style dans la Domus Aurea

Mais si les artistes romains, eu égard aux thèmes déjà pratiqués par l'art hellénistique, surent se placer dans la continuité de cette tradition, la production attachée aux thèmes locaux, privée de modèles comme les scènes historiques ou de la vie quotidienne, fut caractérisée par des résultats plus périphériques et modestement populaires comme dans la peinture de la procession de la maison de la rue de l'Abondance à Pompéi.
Les reconstructions de Pompéi après le tremblement de terre de 62 virent de nouvelles décorations, pour la première fois dans le quatrième style, né certainement durant la décoration de la Domus Transitoria e de la Domus Aurea, liée au nom du peintre Fabullus e de Néron lui-même.
La destruction de Pompéi et des autres cité vésuviennes survient sous la dynastie flavienne, conservant une grande quantité de peintures de l'époque augustéenne et julio-claudienne, bien que de niveau plus artisanal qu'artistique. Parmi les meilleurs exemples on trouve :
- Pompéi :
  - la maison des Vettii,
  - la maison de Loreio Tiburtino,
  - la maison de Julia Félix,
  - la maison de Pinario Ceriale
  - la maison des Dioscures,
  - la maison du Poète tragique,
  - la maison du Cithariste,
- Herculanum
  - la basilique d'Herculanum
- Stabies

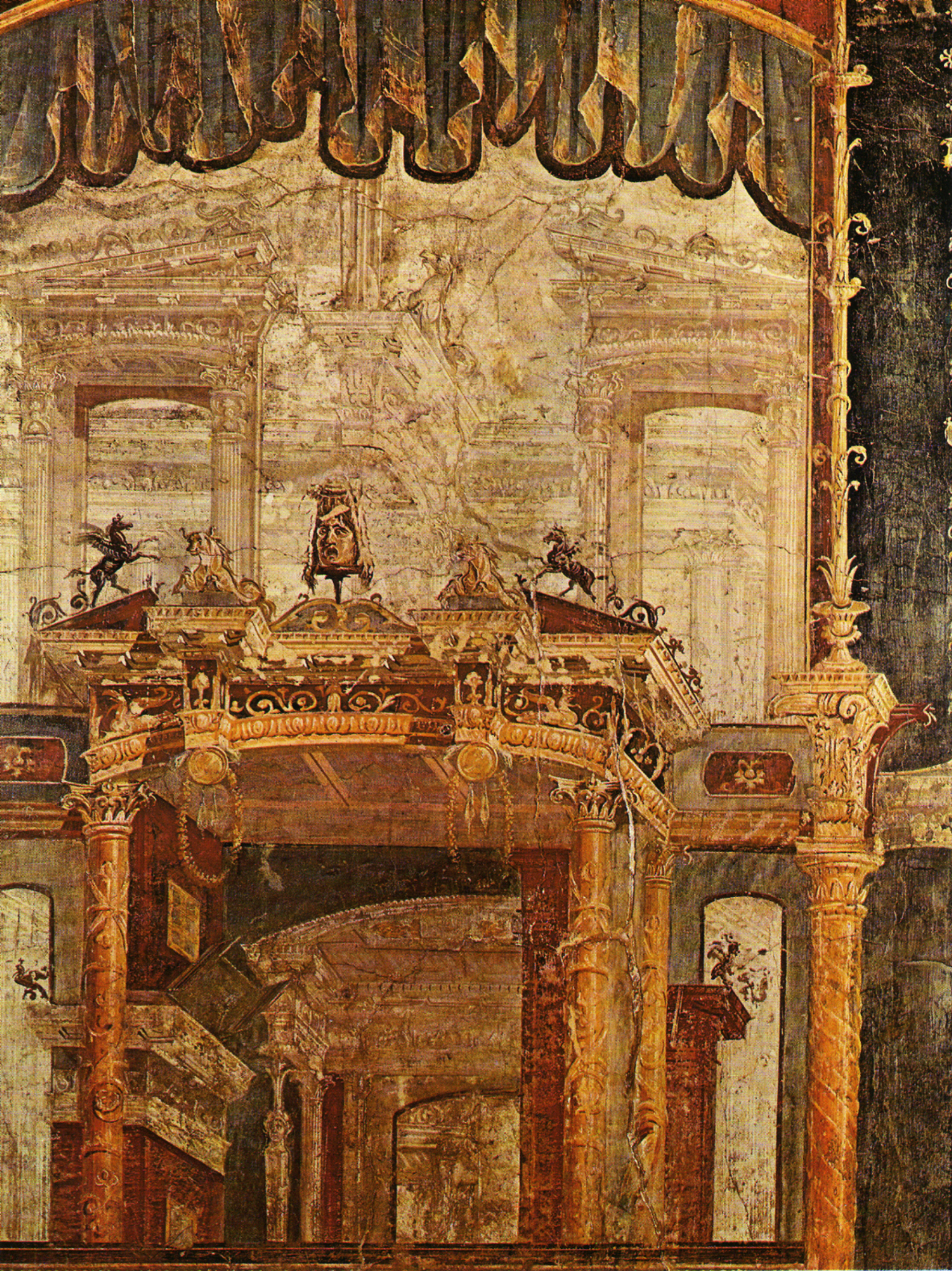
Fresques avec architecture fictive de la basilique d'Herculanum

  - les décorations des villas et des habitations les plus élégantes où l'on retrouve la main d'artistes-décorateurs du plus grand raffinement et de la plus vive inventivité.

## Époque de Trajan (98-117 ap. J.-C)
Pour la peinture de l'époque de Trajan on ne dispose bien évidemment pas de l'ample catalogue que représentent les cités vésuviennes ensevelies par l'éruption de 79. Mais même à Rome et dans les cités italiques la connaissance des peintures de cette période est très pauvre.
Remontent en revanche à l'époque de Trajan les plus considérables restes de décorations picturales dans les provinces européennes de l'Empire : Vienne en Gaule, Magdalensberg en Autriche, Aquilée, Carnuntum, Aquincum, Sabaria, Scarabantia. Ce qui témoigne d'une certaine qualité de vie répandue y compris dans les provinces.

## Époque d'Hadrien (117-138 ap. J.-C)
Peu de documents picturaux ont survécu de l'époque d'Hadrien et tous démontrent une substantielle répétition des modèles de décoration pariétale traditionnels, comme les petits paysages entre de grands aplats de couleur. Les architectures fictives peintes sont quasiment absentes. Des stucs blancs et d'élégantes frises polychromes ont été récupérés du tombeau des Anicii et des Valerii et de celui des Pancrazii sur la via Latina

## Époque des Antonins (96-192 ap. J.-C)

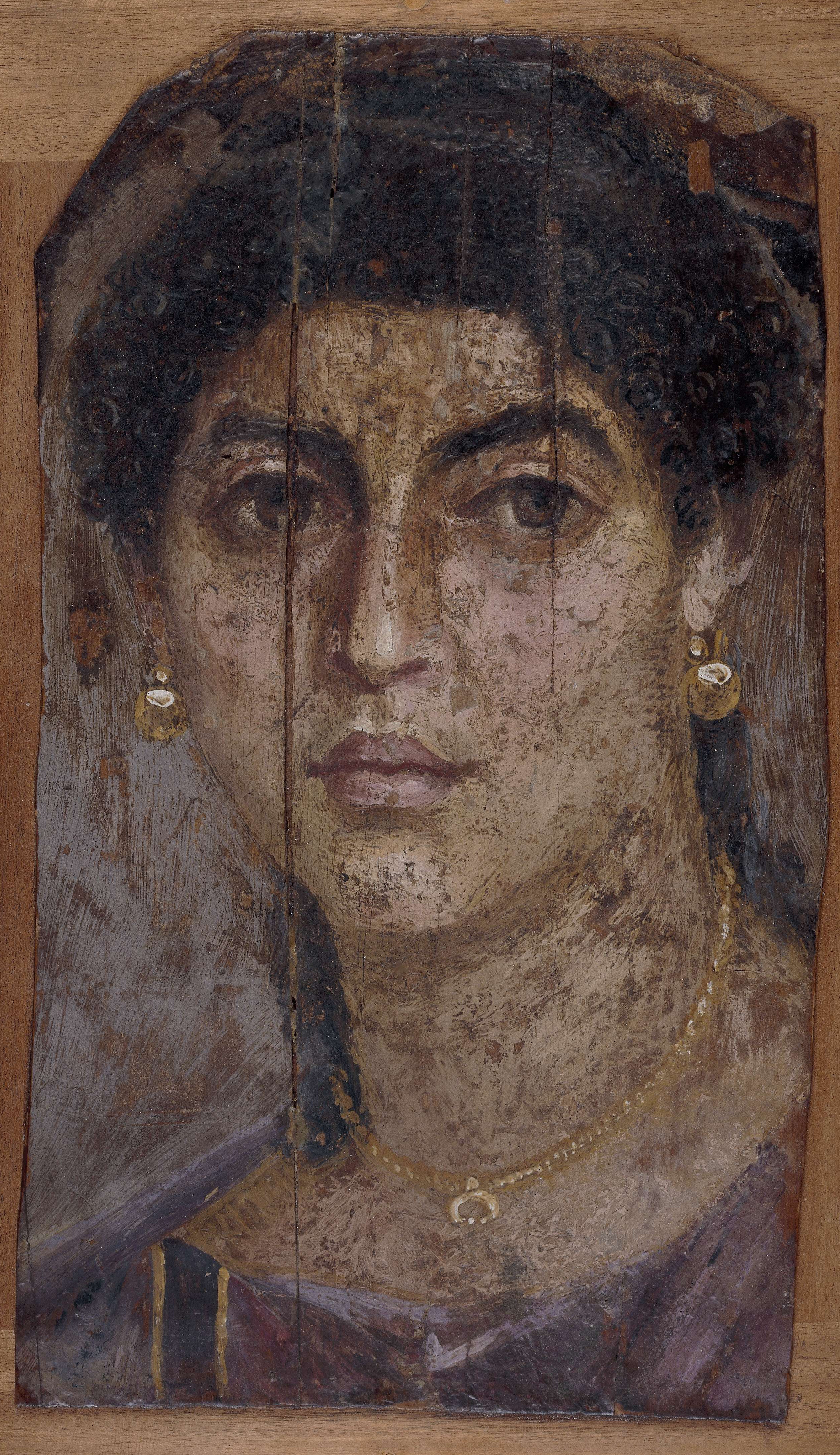
Portrait du Fayoum

Les restes de peintures produites sous la dynastie des Antonins, en l'absence du témoignage des cités vésuviennes, sont très pauvres. Parmi ceux-ci les peintures d'une villa fouillée sous la Basilique Saint-Sébastien-hors-les-Murs sur la voie Appienne sont significatifs. Dans les différentes salles dont la décoration est plus tardive, il s'en trouve une d'époque antonine, avec des petits paysages qui déclinent, avec quelques différences syntaxiques, le style de l'époque flavienne (en).
La rareté des peintures de cette période dans la zone italique est compensée par l'extraordinaire production de portraits du Fayoum conservés grâce aux exceptionnelles conditions climatiques de l'Égypte. Il s'agit de portraits exécutés pour des particuliers de leur vivant et conservés chez eux dans l'attente de leur décès ; à leur mort ils étaient appliqués sur les bandelettes de la momie avec de minimes adaptations. Avec ces œuvres, qui devaient être communes à tout l'empire, on peut remarquer la continuation immuable de la tradition hellénistique dans les zones asiatiques où elle avait trouvé son origine.

## Époque des Sévères (193-235 ap. J.-C)
Pour la peinture sous les Sévères, outre la faible quantité du matériel qui nous est parvenu, on ne peut que déduire des datations hypothétiques, d'après l'étude du style de quelques portraits du Fayoum dans lesquels on remarque une simplification des plans, une plus grande précision des contours et une intensité fixe du regard, accentuée par des yeux particulièrement grands. Ces caractéristiques, bien différentes de la riche plasticité (it) de l'époque des premiers Antonins, trouvent une résonance dans les portraits d'enfants et de jeunes gens produits à Rome, tous attribuables à la période de l'anarchie militaire.

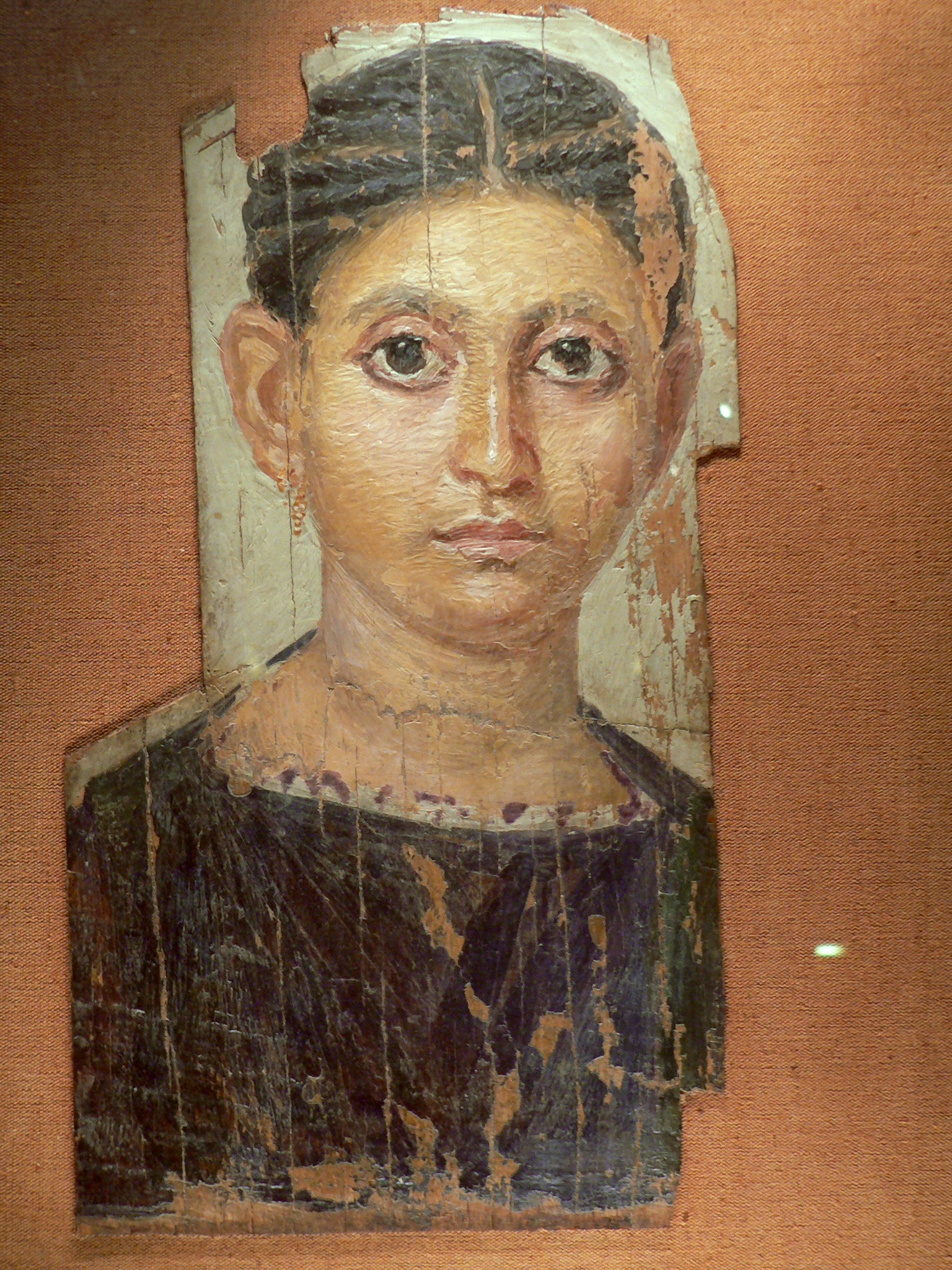
Portrait du Fayoum
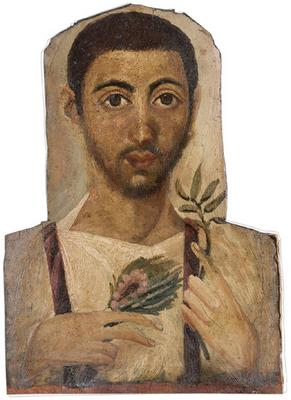
Portrait du Fayoum
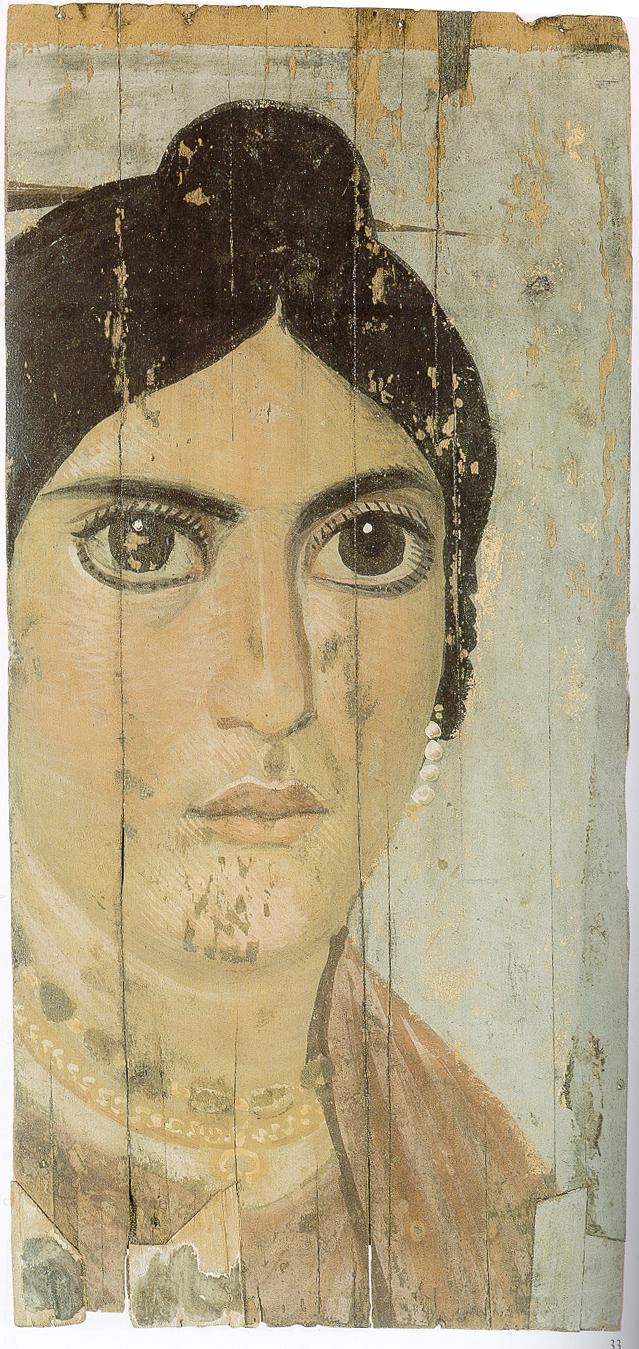
Portrait du Fayoum
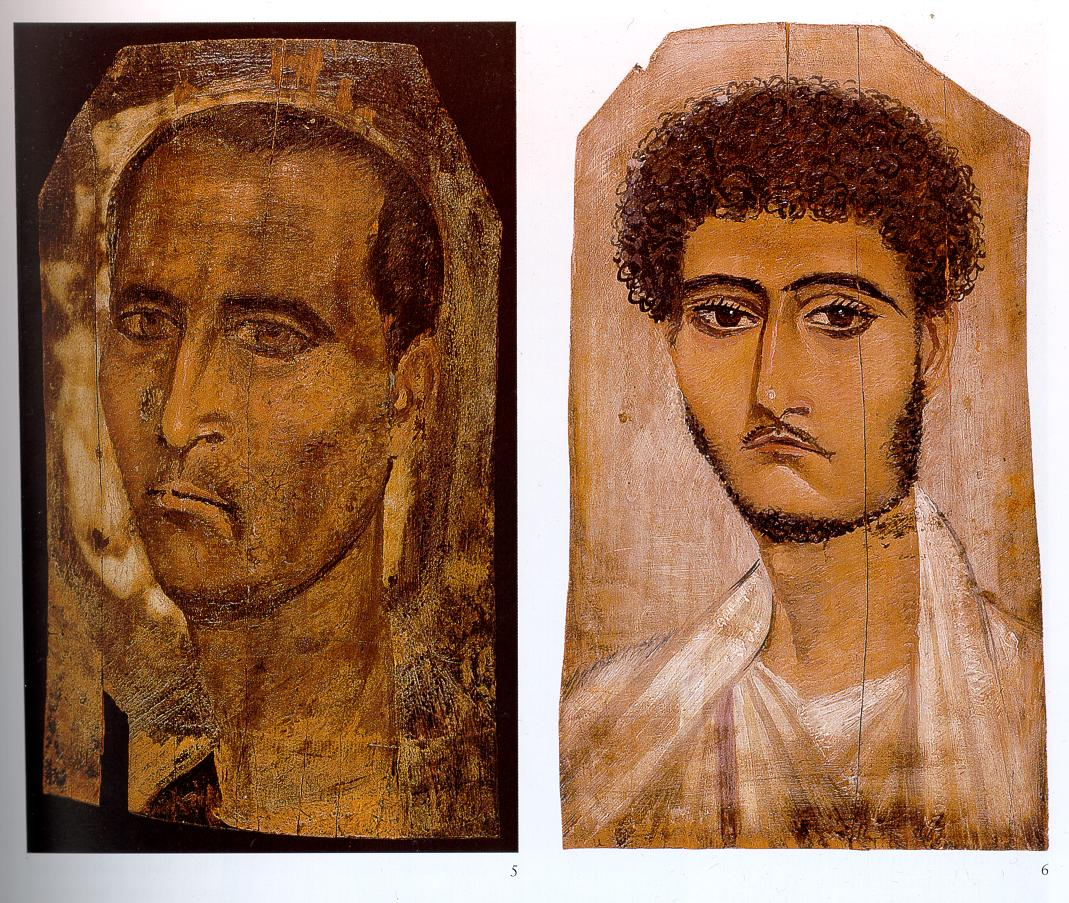
Portrait du Fayoum

## Époque de Gallien (235-268 ap. J.-C)

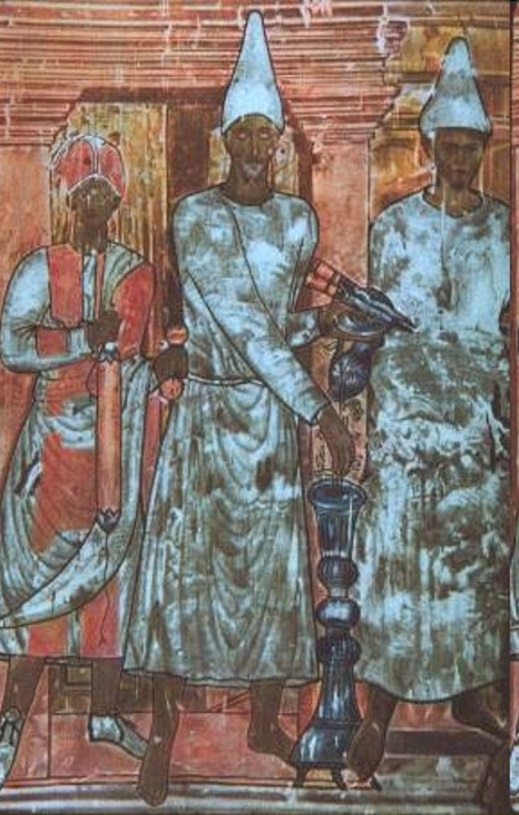
Fresques de la synagogue de Doura Europos

Les attributions sur la base stylistique des portraits du Fayoum aux périodes postérieures à la période des Sévères (it) sont plus que jamais incertaines, à cause de la naissance en Égypte d'un style plus autonome, impossible à confronter avec les œuvres d'autres parties de l'Empire.
Sous le règne de Gallien, quelques peintures comme celles du sanctuaire de Louxor, confirment en revanche que dans la peinture officielle, au moins dans les provinces orientales, la tradition liée à l'art hellénistique se maintenait. D'autres témoignages se trouvent dans les reconstitutions de cycles picturaux du IIIe siècle réalisées à partir de quelques miniatures exécutées entre la fin du Ve et le début du VIe siècle, comme les représentations des batailles de l'Iliade ambrosienne. C'est enfin au milieu du IIIe siècle que l'écriture des textes passa du rouleau de papyrus au codex en parchemin, facilitant la reproduction des modèles pariétaux dans les illustrations.
Les peintures de l'hypogée des Aurelii, sur l'avenue Manzoni à Rome, où coexistent des sujets classicisants et des peintures avec de petits sujets sur des schémas narratifs réalisés à grands traits, remontent à la seconde moitié du IIIe siècle. Il semble que le sujet, quoique tardif, soit à mettre en relation avec le gnosticisme.
Les peintures du mithraeum et surtout de la Synagogue de Doura Europos en Syrie, avec des scènes de l'Ancien Testament qui sont les plus anciennes illustrations connues de scènes bibliques, revêtent une grande importance à cause de l'interdiction par la religion hébraïque de représenter des êtres animés. Cette entorse à la règle a fait supposer que l'iconographie chrétienne ultérieure de la bible ne fut pas une création ex nihilo mais pouvait être basée sur l'iconographie judaïque précédente. Quelques caractéristiques des peintures de Douro Europos semblent en effet anticiper, de plus de deux siècles, la peinture de l'Antiquité tardive pré-byzantine.

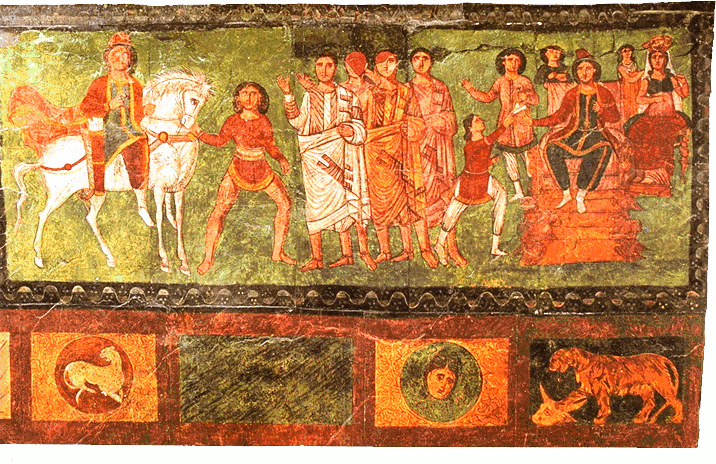
Doura Europos
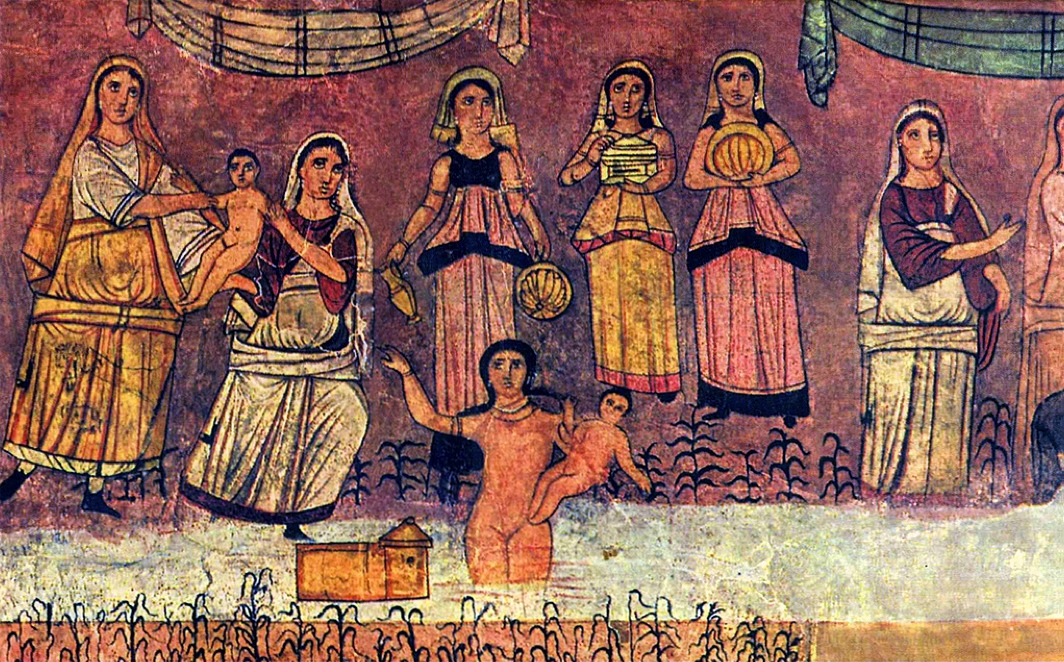
Doura Europos
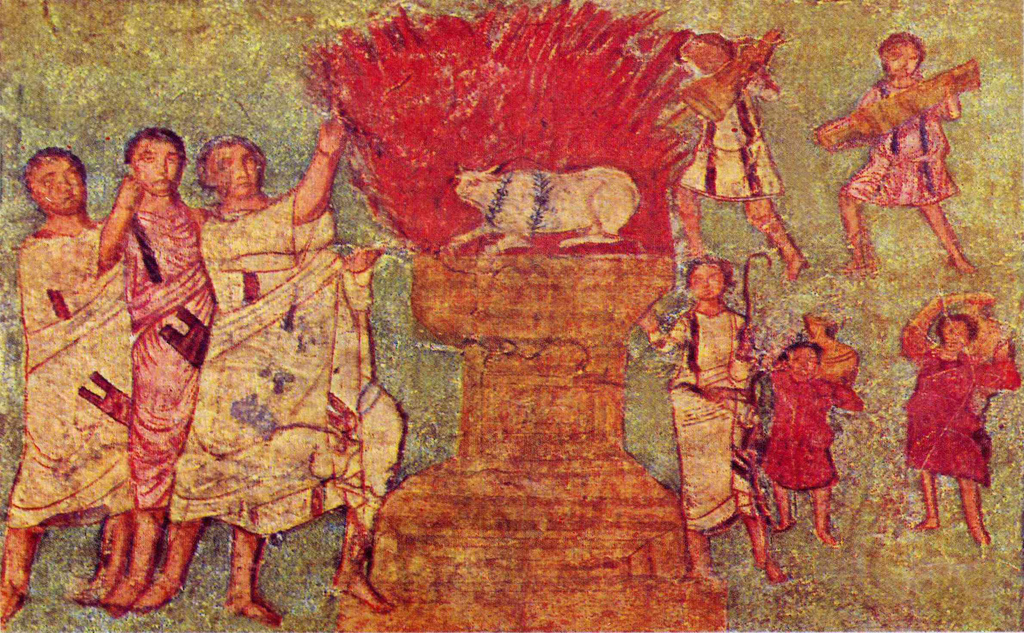
Doura Europos
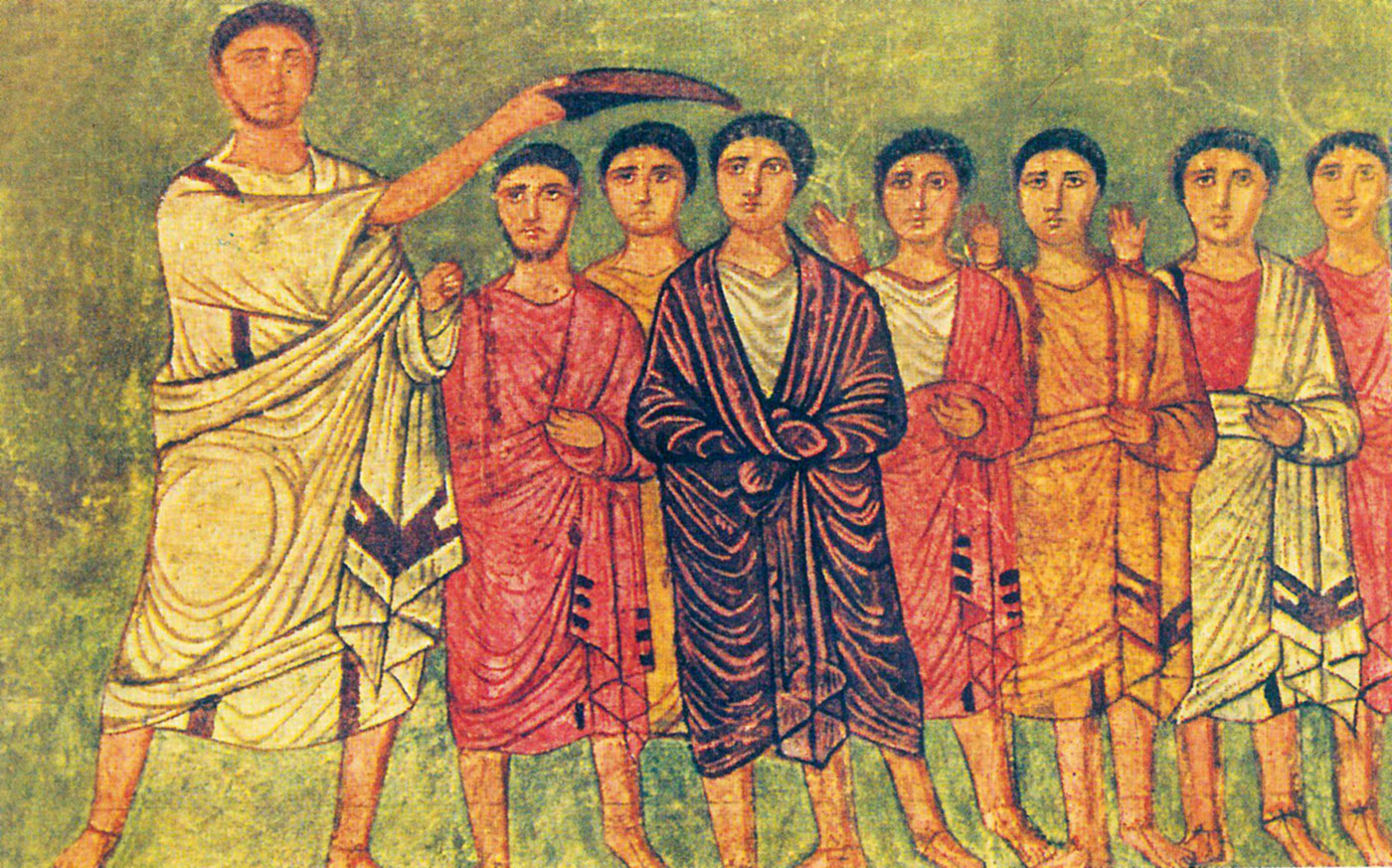
Doura Europos

## Époque paléochrétienne
Le style de la peinture des premiers siècles du christianisme dérive de courants artistiques déjà en vigueur, liés au paganisme ou à d'autres religions, attribuant d'autres significations à leurs représentations.

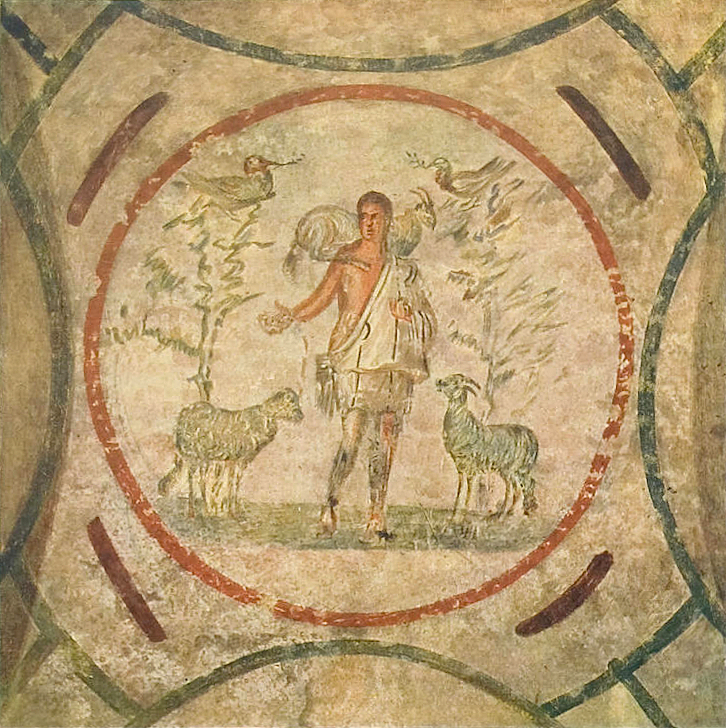
Bon pasteur seconde moitié du IIIe siècle, Catacombe de Priscilla, Rome

Un exemple emblématique est celui de l'image du banquet, utilisée depuis des siècles par l'art antique, en particulier dans un contexte funéraire : elle devient la représentation de la Cène et donc le symbole de la célébration de l'eucharistie, la liturgie fondamentale de la nouvelle religion. Les éléments de similitude entre les représentations chrétienne et païenne dans la même attribution chronologique ont conduit à étayer l'hypothèse que les artistes travaillaient indistinctement à des commandes de païens comme de chrétiens. Le style des peintures passe d'un réalisme initial à des formes toujours plus symboliques et simplifiées, en accord avec l'affirmation de l'art provincial (it) et plébéien (it) de l'Antiquité tardive. Avec la fin des persécutions en 313, la peinture se fait plus fastueuse, à l'exemple de la peinture profane contemporaine.
L'aniconisme, c'est-à-dire l'interdiction de représenter Dieu selon un passage de l'Exode (XX, 3-5), appliqué jusqu'à la fin du IIIe siècle nécessita l'utilisation de symboles pour faire allusion à la divinité : le soleil, l'agneau symbole du martyre du Christ ou le poisson dont le nom grec (Ichtus) est l'acronyme de Iesous Christos Theou Yios Soter (Jésus Christ Sauveur Fils de Dieu).
D'autres images sont celles qui au lieu de raconter un événement suggèrent un concept : le bon pasteur symbolisant la philanthropie du Christ, l'orant, symbole de sagesse, etc. Ces représentations trouvent également leur origine dans l'iconographie précédente : le pasteur provient des scènes pastorales ou allégoriques du printemps, le Christ-philosophe est assimilable au personnage du philosophe Épictète assis.
Graduellement, la perte d'intérêt pour la description d'événements réels amène une standardisation des scènes symboliques avec un progressif aplatissement des personnages, la prépondérance de représentations frontales et la perte du sens narratif : les artistes font maintenant allusion au monde spirituel qui fait abstraction de la vraisemblance et de l'harmonie formelles.

## Expositions
- 2015  - janvier au 22 mars,  L'Empire de la couleur, de Pompéi au sud des Gaules , musée Saint-Raymond, musée des Antiques de Toulouse (catalogue)

### Ouvrages généraux sur l'art romain
- Ranuccio Bianchi Bandinelli et Mario Torelli, L'arte dell'antichità classica, Etruria-Roma, Turin, Utet, 1976.
- Pierluigi De Vecchi et Elda Cerchiari, I tempi dell'arte, volume I, Milan, Bompiani, 1999.
- Bernard Andreae, L'Art de l'ancienne Rome, Paris, L. Mazenod, coll. « L'Art et les grandes civilisations » (no 4), 1973

### Ouvrages sur la peinture romaine
- Alexandra Dardenay, (d'après)  Décors figuratifs dans la peinture romaine du sud de la Gaule , dans L'Archéologue / Archéologie Nouvelle, N°132, décembre 2014, janvier, février 2015, p.56-63
- Alexandra Dardenay et Pascal Capus, L'Empire de la couleur, 250.p., nombreuses illustrations, en couleurs. Catalogue de l'exposition de Toulouse.
- Ida Baldassarre, Angela Pontrandolfo, Agnès Rouveret, Monica Salvadori, La Peinture romaine de l'époque hellénistique à l'Antiquité tardive, traduit de l'italien par Danièle Robert, titre original Pittura romana, dall'ellenismo al tardoantico, Arles, Actes Sud, 2006, 400 p.  (ISBN 2742762167), notice BnF n° 40245054
- Alix Barbet
  - La Peinture murale romaine. Les styles décoratifs pompéiens, préface de Filippo Coarelli, Paris, Picard, 1985, 292 p., 225 ill.
  - La peinture murale en Gaule romaine, Paris, Picard, 1985, 391 p.
  - Coupoles, voûtes et plafonds peints d'époque romaine : Ier – IVe siècle apr. J-C, Paris, Éditions Hermann, coll. « Histoire et Archéologie », 2021, 368 p. (ISBN 9791037006806)
- Jean-Michel Croisille, Paysages dans la peinture romaine. Aux origines d'un genre pictural (coll. « Antiqua »), Paris, Picard, 2010, 160 p., 181 ill.
- Inventer la peinture grecque antique, dir. Sandrine Alexandre, Nora Philippe et Charlotte Ribeyrol, Lyon, ENS Editions, 2012.
- J. Boislève, M. Carrive, F. Monier (dir), Peintures et stucs d'époque romaine. Études toichographologiques (Colloque de Troyes), (Pictor 9), 2021, 356 p.
- Collectif, La peinture murale antique: méthodes et apports d'une approche technique (actes du colloque AIRPA, Louvain-la-Neuve - avril 2017), Librairie archéologique, 2021, 251 p.